# Jan Godzimirski
Jan Antoni Godzimirski (ur. 1 października 1946 w Mogielnicy) – polski inżynier, specjalista w zakresie technologii lotniczej, profesor nauk technicznych, profesor zwyczajny Wojskowej Akademii Technicznej im. Jarosława Dąbrowskiego.

## Życiorys
W 1970 ukończył studia w Wojskowej Akademii Technicznej im. Jarosława Dąbrowskiego. Na uczelni tej uzyskał następnie stopnie naukowe doktora (1982) i doktora habilitowanego (1988). Tytuł naukowy profesora nauk technicznych otrzymał 22 czerwca 2004.
Związany z Wojskową Akademią Techniczną im. Jarosława Dąbrowskiego, na której objął stanowisko profesora zwyczajnego. W WAT kierował Zakładem Eksploatacji Samolotów i Śmigłowców (1993–1998), był dyrektorem Instytutu Techniki Lotniczej (1998–2002) oraz pełnił funkcję prodziekana Wydziału Mechatroniki (2003).
Specjalizuje się w technologii lotniczej, zajmuje się badaniami eksperymentalnymi i numerycznymi połączeń klejowych. Opublikował ok. 140 prac, był promotorem w sześciu przewodach doktorskich.